# Vilde Bøe Risa
Vilde Bøe Risa (Bergen, 1992. szeptember 19. –) norvég női válogatott labdarúgó. A angol bajnokságban érdekelt Manchester United középpályása.

## Pályafutása

### Klubcsapatokban
Az Arna-Bjørnarhoz érkezésekor már első szezonjában csapatkapitányként játszott.
2017-ben keresztszalag szakadást szenvedett és kihagyni kényszerült az idényt. Felépülését követően 24 meccsen 7 gólt szerzett, klubjával pedig a harmadik helyen végeztek a bajnokságban.
Teljesítményével felhívta a Kopparbergs/Göteborg figyelmét és 2020 decemberéig aláírt a svéd első osztályú együtteshez.
Szerződése lejártával megegyezett a Manchester Uniteddel, azonban a koronavírus járvány miatt beutazása még nem volt lehetséges a szigetországba, így a bergeni Sandvikennél őrizte meg formáját és a májusban induló norvég bajnokságban 3 mérkőzésen vett részt.
2021. július 20-án végül minden akadály elhárult és a 2022–23-as szezon végéig írt alá a Vörös Ördögökhöz.

### A válogatottban
Izrael ellen léphetett első alkalommal pályára norvég nemzeti színekben. Részt vett a 2019-es világbajnokságon.

## Sikerei

### Klubcsapatokban
Norvég bajnoki bronzérmes (4):
- Arna-Bjørnar (4): 2012, 2013, 2014, 2018

 Svéd bajnoki ezüstérmes (1):
- Kopparbergs/Göteborg (1): 2019

### A  válogatottban
Norvégia
- Algarve-kupa aranyérmes (1): 2019